# Élections constituantes de 1946 dans le Finistère
Les élections constituantes françaises de 1946 se déroulent le 2 juin. 

## Mode de scrutin
Les députés sont élus selon le système de représentation proportionnelle suivant la règle de la plus forte moyenne dans le département, sans panachage ni vote préférentiel. 
Il y a 586 sièges à pourvoir.
Dans le département du Finistère, neuf députés sont à élire.

## Élus
| Identité                  | Parti | Parti |
| ------------------------- | ----- | ----- |
| André Colin *             |       | MRP   |
| Emmanuel Fouyet *         |       | MRP   |
| André Monteil *           |       | MRP   |
| Jean Le Duc               |       | MRP   |
| Louis Orvoën *            |       | MRP   |
| Pierre Hervé *            |       | PCF   |
| Gabriel Paul *            |       | PCF   |
| François Tanguy-Prigent * |       | SFIO  |
| Jean-Louis Rolland *      |       | SFIO  |

## Résultats
| Parti    | Parti                                          | Tête de liste           | Résultats | Résultats | Sièges |
| Parti    | Parti                                          | Tête de liste           | Voix      | %         | Sièges |
| -------- | ---------------------------------------------- | ----------------------- | --------- | --------- | ------ |
|          | Mouvement républicain populaire                | André Colin             | 162 312   | 41,91     | 5      |
|          | Parti communiste français                      | Pierre Hervé            | 95 343    | 24,62     | 2      |
|          | Section française de l'Internationale ouvrière | François Tanguy-Prigent | 84 614    | 21,85     | 2      |
|          | Parti républicain de la liberté                | Jean Crouan             | 22 911    | 5,92      | 0      |
|          | Rassemblement des gauches républicaines        | Victor Pierre Le Gorgeu | 17 982    | 4,64      | 0      |
|          | Parti communiste internationaliste             | Alain Le Dem            | 4 151     | 1,07      | 0      |
|          |                                                |                         |           |           |        |
| Inscrits | Inscrits                                       | Inscrits                | 482 491   |           |        |
| Votants  | Votants                                        | Votants                 | 390 328   | 80,90     |        |
| Exprimés | Exprimés                                       | Exprimés                | 387 313   | 99,23     |        |